# Богомолові
Богомо́лові (Mantidae) — велика родина ряду богомоли, яка містить близько 20 % відомих видів цих комах. Украй різноманітні за розміром, формою та забарвленням богомоли, хоча переважають великі та середнього розміру форми. Поширені на всіх континентах, окрім Антарктиди. За системою Шварца та Руа 2019 року до родини входить 10 підродин та 74 роди з приблизно 500 видами.

## Опис
Морфологія вкрай різноманітна. Частина має «стандартний вигляд богомола» зокрема види родів
Hierodula, Mantis, Sphodromantis. Інші види можуть мати незвичайний вигляд, як наприклад великий щит передньоспинки у видів родів Deroplatys та Choeradodis. Деякі представники родини розвинули вирости на голові, подібні до емпузових, наприклад, деякі представники підродини Vatinae. У богомолів роду Compsothespis змінена будова передніх ніг, а в представників роду Chroicoptera з'явилися пристосування для риття ґрунту.

## Систематика
За різними системами родину поділяли на 12-21 підродину. Проте згідно з кладистичним аналізом станом на 2018 рік ані родина богомолові, ані її традиційні підродини здебільшого не є монофілетичними.
Згідно з системою класифікації Шварца та Руа 2019 року в родині залишено лише 10 підродин та 74 роди:
- Mellierinae — 5 родів, Австралазія, Неотропіка
- Orthoderinae — 2 роди, Неотропіка
- Choeradodinae — 2 роди: один у Індомалаї, інший у Неотропіці
- Mantinae — 3 роди, Тропічна Африка, Індомалая, Австралазія, Палеарктика
- Deromantinae — 2 роди, Тропічна Африка
- Omomantinae — єдиний рід Omomantis з Тропічної Африки
- Tenoderinae — 18 родів зі Східної півкулі
- Hierodulinae — 23 роди, переважно Східна Азія та Австралія, окремі види в Африці, деякі види поширилися до Європи
- Stagmomantinae — 5 родів, поширених у Західній півкулі
- Vatinae — 13 родів, поширених у Західній півкулі